# Уппланд
Уппланд (швед. Uppland — «верхняя земля») — историческая провинция на восточном побережье Швеции, непосредственно к северу от Стокгольма.
Граничит с Сёдерманландом, Вестманландом и Естрикландом, омывается озером Меларен на юге и Балтийским морем на востоке. На необитаемом острове Меркет, входящем в состав Уппланда, проходит граница с автономным регионом Финляндии Ахвенанмаа. В настоящее время большая часть бывшего Уппланда входит в состав лена Уппсала, некоторые части — в состав ленов Стокгольм, Вестманланд, Евлеборг и Сёдерманланд.